# Louis de Chentinnes
Louis Joseph Ignace de Chentinnes (Pellen, 19 augustus 1809 - Brussel, 8 september 1863) was een Belgisch volksvertegenwoordiger.

## Levensloop
Hij was een zoon van de landbouwer en burgemeester van Pellen, Henri de Chentinnes en van Marie Germeau. Hij werd industrieel en bleef vrijgezel.
In 1848 werd hij penningmeester van L'Alliance. Deze vereniging, in 1834 ontstaan in de schoot van de vrijmetselaarsloge Les Amis Philanthropes en op initiatief van Pierre-Théodore Verhaegen, had als doel een liberale kiesvereniging te zijn. Deze vereniging is het die het eerste liberaal congres bijeenriep in het stadhuis van Brussel, op 14 juni 1846.
Provincieraadslid in Brabant van 1850 tot 1854, werd hij in 1857 verkozen tot liberaal volksvertegenwoordiger voor het arrondissement Nijvel en beëindigde dit mandaat in 1863.